# Чемпионат Бразилии по международным шашкам среди мужчин
Чемпионат Бразилии по международным шашкам среди мужчин — турнир по шашкам, который проводится с 1971 года. Проходит нерегулярно.
На первом чемпионате трое шашистов — Эдсон Шавьер, Мауру Вийера и Жулио Минделла набрали одинаковое количество очков. Между ними был проведён дополнительный двухкруговой матч, который не определил победителя. После дополнительных игр определился первый чемпион страны по международным шашкам.
Наибольшее количество титулов у Хосе Силвы — 9. 

## Призёры
| Номер | Год  | 1                                 | 2                              | 3                        |
| ----- | ---- | --------------------------------- | ------------------------------ | ------------------------ |
| 1     | 1971 | Эдсон Шавьер                      |                                |                          |
| 2     | 1975 | Лелиу Маркос                      |                                |                          |
| 3     | 1976 | Лелиу Маркос                      | Педро Лориндо                  | Хосе Алсир Менезис       |
| 4     | 1977 | Женалду Гонзага Силва             | Лелиу Маркос                   | Клобер Ландим            |
| 5     | 1979 | Лелиу Маркос                      |                                |                          |
| 6     | 1981 | Хосе Силва                        |                                |                          |
| 7     | 1983 | Хосе Силва                        |                                |                          |
| 8     | 1984 | Хосе Силва                        | Хосе Леандро Тейшейра Борба    | Эстакио Патрисио         |
| 9     | 1985 | Хосе Силва                        |                                |                          |
| 10    | 1986 | Хосе Силва                        |                                |                          |
| 11    | 1987 | Хосе Леандро Тейшейра Борба       | Хосе Силва                     | Клейтон Томаз душ Сантус |
| 12    | 1988 | Хосе Силва                        | Хосе Коста Соуза               | Лоуривал Франса          |
| 13    | 1996 | Антонио Конрадо Раффинг           |                                |                          |
| 14    | 1997 | Хосе Силва                        | Аньяльдо Чавес Нуньес          | Уилсон Нуньес Силва      |
| 15    | 2004 | Франсиско Марсело Араужо Оливейра |                                |                          |
| 16    | 2006 | Хосе Силва                        |                                |                          |
| 17    | 2008 | Хосе Силва                        | Вивейрос Брандао Жоган Батиста | Аньяльдо Чавес Нуньес    |
| 18    | 2015 | Аллан Силва                       | Марсио Аурелио Силва Кабрал    | Леандро Безерра          |
| 19    | 2016 | Умберто Бифолко                   | Марио Рамос Собриньо           | Матеус Перейра Сантос    |